# Eccellenza Calabria 2004-2005
Il campionato italiano di calcio di Eccellenza regionale 2004-2005 è stato il quattordicesimo organizzato in Italia. Rappresenta il sesto livello del calcio italiano.
Questo è il campionato della Calabria, gestito dal Comitato Regionale Calabria; è costituito da un girone all'italiana, che ospita 16 squadre.

## Squadre partecipanti
- A.S. Belvedere, Belvedere Marittimo (CS)
- F.C. Boca Pellaro 1921, Reggio Calabria
- Calcio Cirò Krimisa, Cirò Marina (KR)
- A.S.D. Compr. Capo Vaticano, Ricadi (VV)
- A.S.D. Corigliano Schiavonea, Corigliano Calabro (CS)
- A.S. Cutro, Cutro (KR)
- A.C. Deliese, Delianuova (RC)
- F.C. Guardavalle, Guardavalle (CZ)
- U.S. Palmese 1912, Palmi (RC)

- U.S.D. Paolana, Paola (CS)
- S.C. Sambiase, Lamezia Terme (CZ)
- U.S. Scalea 1912, Scalea (CS)
- A.S.D. Siderno, Siderno (RC)
- S.S. Silana, San Giovanni in Fiore (CS)
- S.S. Vallata Bagaladi San Lorenzo, Bagaladi (RC)
- A.S.D. Villese Calcio, Villa San Giovanni (RC)

## Classifica finale
|  | Pos. | Squadra                      | Pt | G  | V  | N  | P  | GF | GS | DR  |
|  | ---- | ---------------------------- | -- | -- | -- | -- | -- | -- | -- | --- |
|  | 1.   | Villese                      | 78 | 30 | 25 | 3  | 2  | 59 | 19 | +40 |
|  | 2.   | Paolana                      | 54 | 30 | 16 | 6  | 8  | 42 | 23 | +19 |
|  | 3.   | Compr. Capo Vaticano         | 44 | 30 | 13 | 5  | 12 | 41 | 37 | +4  |
|  | 4.   | Palmese                      | 43 | 30 | 11 | 10 | 9  | 38 | 34 | +4  |
|  | 5.   | Sambiase                     | 42 | 30 | 10 | 12 | 8  | 29 | 22 | +7  |
|  | 6.   | Deliese                      | 41 | 30 | 11 | 8  | 11 | 35 | 40 | -5  |
|  | 7.   | Vallata Bagaladi San Lorenzo | 39 | 30 | 10 | 9  | 11 | 36 | 33 | +3  |
|  | 8.   | Guardavalle                  | 39 | 30 | 10 | 9  | 11 | 21 | 23 | -2  |
|  | 9.   | Boca Pellaro (-1)            | 39 | 30 | 12 | 4  | 14 | 29 | 37 | -8  |
|  | 10.  | Scalea (-3)                  | 38 | 30 | 11 | 8  | 11 | 33 | 30 | +3  |
|  | 11.  | Siderno                      | 38 | 30 | 9  | 11 | 10 | 24 | 26 | -2  |
|  | 12.  | Cirò Krimisa                 | 38 | 30 | 10 | 8  | 12 | 17 | 29 | -12 |
|  | 13.  | Corigliano Schiavonea        | 36 | 30 | 10 | 6  | 14 | 22 | 30 | -8  |
|  | 14.  | Cutro                        | 34 | 30 | 9  | 7  | 14 | 27 | 36 | -9  |
|  | 15.  | Belvedere                    | 29 | 30 | 6  | 11 | 13 | 29 | 41 | -12 |
|  | 16.  | Silana                       | 23 | 30 | 6  | 5  | 19 | 20 | 42 | -22 |

## Spareggi

### Play-off

#### Semifinale
| Squadra 1 | Totale | Squadra 2          | Andata | Ritorno |
| --------- | ------ | ------------------ | ------ | ------- |
| Sambiase  | 0 - 3  | Paolana            | 0 - 2  | 0 - 1   |
| Palmese   | 0 - 0  | Comp.Capo Vaticano | 0 - 0  | 0 - 0   |

##### Andata
| ??? 2005 | Sambiase | 0 – 2 | Paolana |  |

| ??? 2005 | Palmese | 0 – 0 | Comp.Capo Vaticano |  |

##### Ritorno
| ??? 2005 | Paolana | 1 – 0 | Sambiase |  |

| ??? 2005 | Comp.Capo Vaticano | 0 – 0 | Palmese |  |

#### Finale
| Squadra 1          | Totale | Squadra 2 | Andata | Ritorno |
| ------------------ | ------ | --------- | ------ | ------- |
| Comp.Capo Vaticano | 2 - 1  | Paolana   | 2 - 0  | 0 - 1   |

##### Andata
| ??? 2005 | Comp.Capo Vaticano | 2 – 0 | Paolana |  |

##### Ritorno
| ??? 2005 | Paolana | 1 – 0 | Comp.Capo Vaticano |  |

### Play-out
| Squadra 1 | Totale | Squadra 2             | Andata | Ritorno |
| --------- | ------ | --------------------- | ------ | ------- |
| Belvedere | 3 - 2  | Cirò Krimisa          | 3 - 0  | 0 - 2   |
| Cutro     | 1 - 1  | Corigliano Schiavonea | 1 - 0  | 0 - 1   |

#### Andata
| ??? 2005 | Belvedere | 3 – 0 | Cirò Krimisa |  |

| ??? 2005 | Cutro | 1 – 0 | Corigliano Schiavonea |  |

#### Ritorno
| ??? 2005 | Cirò Krimisa | 2 – 0 | Belvedere |  |

| ??? 2005 | Corigliano Schiavonea | 1 – 0 | Cutro |  |

## Supercoppa Calabria
| ??? 2005 | Bovalinese | 1 – 0 | Castrovillari |  |

| ??? 2005 | Castrovillari | 0 – 2 | Villese |  |

| ??? 2005 | Villese | 1 – 0 | Bovalinese |  |

|  | Pos. | Squadra       | Pt | G | V | N | P | GF | GS | DR |
|  | ---- | ------------- | -- | - | - | - | - | -- | -- | -- |
|  | 1.   | Villese       | 6  | 2 | 2 | 0 | 0 | 3  | 0  | +3 |
|  | 2.   | Bovalinese    | 3  | 2 | 1 | 0 | 1 | 1  | 1  | 0  |
|  | 3.   | Castrovillari | 0  | 2 | 0 | 0 | 3 | 0  | 3  | -3 |